# Boulzoma
Boulzoma est une localité située dans le département de Koumbri de la province du Yatenga dans la région Nord au Burkina Faso.

## Économie
Boulzoma a été l'un des quatre villages du Yatenga où s'est déroulé, à partir de 2011, un projet-pilote sur quatre ans d'irrigation et de gestion des ressources hydrique par la création de bassins de collecte des eaux de ruissellement mené par Centre de recherches pour le développement international (CRDI) du Canada pour lutter contre les épisodes de sécheresse au Sahel burkinabè et sécuriser les productions agricoles des petits paysans.

## Santé et éducation
Le centre de soins le plus proche de Boulzoma est le centre de santé et de promotion sociale (CSPS) de Koumbri tandis que le centre hospitalier régional (CHR) se trouve à Ouahigouya.
Le village possède une école primaire publique.